# Intelligence - Servizi & segreti
Intelligence - Servizi & segreti è una serie televisiva italiana d'azione del 2009, ambientata nel mondo dello spionaggio italiano e internazionale, prodotta dalla Taodue di Pietro Valsecchi e Camilla Nesbitt, e diretta da Alexis Sweet. È interpretata da Raoul Bova, affiancato principalmente da Ana Caterina Morariu e Dino Abbrescia.

## Trama
Marco Tancredi è un parà in congedo del 9º Reggimento d'assalto paracadutisti "Col Moschin" delle Forze speciali italiane. Dopo il completo annientamento della sua unità durante una missione della massima segretezza in Yemen, il militare si è ritirato dall'Esercito. Con l'aiuto della psichiatra Lidia l'uomo riacquista la tranquillità che aveva perso; alla fine della terapia, i due si innamorano e si sposano.
Una notte, dopo un misterioso viaggio in Romania con l'amica di sempre Giada, Lidia rivela al marito di essere incinta. Uscita per una commissione nella notte, la donna rimane uccisa per mano di un rapinatore in un supermercato. Non accontentandosi delle risposte degli inquirenti, Marco indaga sul passato della moglie, scoprendo che Lidia, in realtà, lavorava nei servizi segreti. Il mistero, però, è più profondo di quanto sembri, e l'omicidio di Lidia appare ora solo come un tassello di un tentativo più grande per bloccare un'indagine scomoda: Lidia stava infatti indagando sulla possibile esistenza di una talpa all'interno dei servizi segreti. Aiutato proprio da Giada e dall'ambiguo e cupo Massimo, Marco si trova così ad affrontare il lavoro e gli ex colleghi di Lidia – di cui non si può fidare per via di un avvertimento della moglie – portando avanti un'indagine personale per scoprire il perché della sua morte. Questo lo porterà inizialmente a scontrarsi con Antonio Mosca, un collega che non vede di buon occhio le sue indagini, ma che alla fine gli sarà d'aiuto. Alla fine Marco scopre che la talpa all'interno della squadra antiterrorismo è Carlo Fulgieri, ex Colonnello di Tancredi, che passava informazioni segrete dei suoi uomini a un'organizzazione criminale, proprio la stessa che ha inviato il killer che ha ucciso Lidia. Messo alle strette da Marco – che lo accusa di essere un assassino e di aver ucciso Lidia – Fulgieri si suicida. Tra la rabbia di Marco, tutta la faccenda viene successivamente secretata, ma a Marco viene supplicato di restare nella squadra, in quanto ci sono ancora molti problemi da risolvere.

## Episodi
| Stagione       | Episodi | Prima TV |
| -------------- | ------- | -------- |
| Prima stagione | 6       | 2009     |

## Produzione
Il produttore della serie, Pietro Valsecchi, compare in un cameo nei minuti iniziali del primo episodio.
La serie si ispira a pellicole d'azione come i più recenti film di James Bond, Mission: Impossible e The Bourne Ultimatum - Il ritorno dello sciacallo, oltre che alla serie televisiva 24, ed è la più costosa produzione televisiva mai realizzata in Italia: ha avuto un budget di 20 milioni di euro, e ha visto l'impiego di oltre 500 stuntmen e di 5000 comparse. La serie è stata girata soprattutto a Torino, ma ha fatto uso di molte altre location in giro per il mondo, tra cui Roma, Bucarest, la Svizzera, il deserto dello Yemen, la Tunisia e la Siria.
La prima ed unica stagione di Intelligence - Servizi & segreti è andata in onda nel 2009 su Canale 5. Era stata confermata la produzione di una seconda stagione, la cui realizzazione venne però successivamente fermata.
Nel settembre 2010, il format di Intelligence - Servizi & Segreti è stato ceduto da Taodue alla società di produzione americana Lions Gate Entertainment, per studiare un possibile adattamento della serie negli Stati Uniti d'America.. Le grotte visibili in alcune sequenze sono le stesse apparse in Gangs of New York di Martin Scorsese, e si trovano a Roma, più precisamente in Via dell'Almone.

## Crossover
L'episodio Un'azione inattesa, andato in onda il 19 ottobre 2009, ha ospitato il primo caso italiano di crossover tra due serie televisive. Nell'episodio, in seguito ad un caso di omicidio, l'agente Antonio Mosca (interpretato da Salvatore Lazzaro) si ritrova alle prese con il capitano Riccardo Venturi (Lorenzo Flaherty), il maresciallo Vincenzo De Biase (Ugo Dighero) e il tenente Daniele Ghirelli (Fabio Troiano), protagonisti della serie televisiva R.I.S. - Delitti imperfetti. Questo crossover è stato possibile grazie al fatto che sia Intelligence - Servizi & segreti che R.I.S. - Delitti imperfetti sono prodotte entrambe dalla Taodue di Pietro Valsecchi.